# Płonina
Płonina je polská vesnice v obci Bolków v dolnoslezském vojvodství. Nachází se zde ruina zámku Niesytno a ruina anglikánského kostela se hřbitovem. Prochází tudy několik turistických tras.

## Galerie

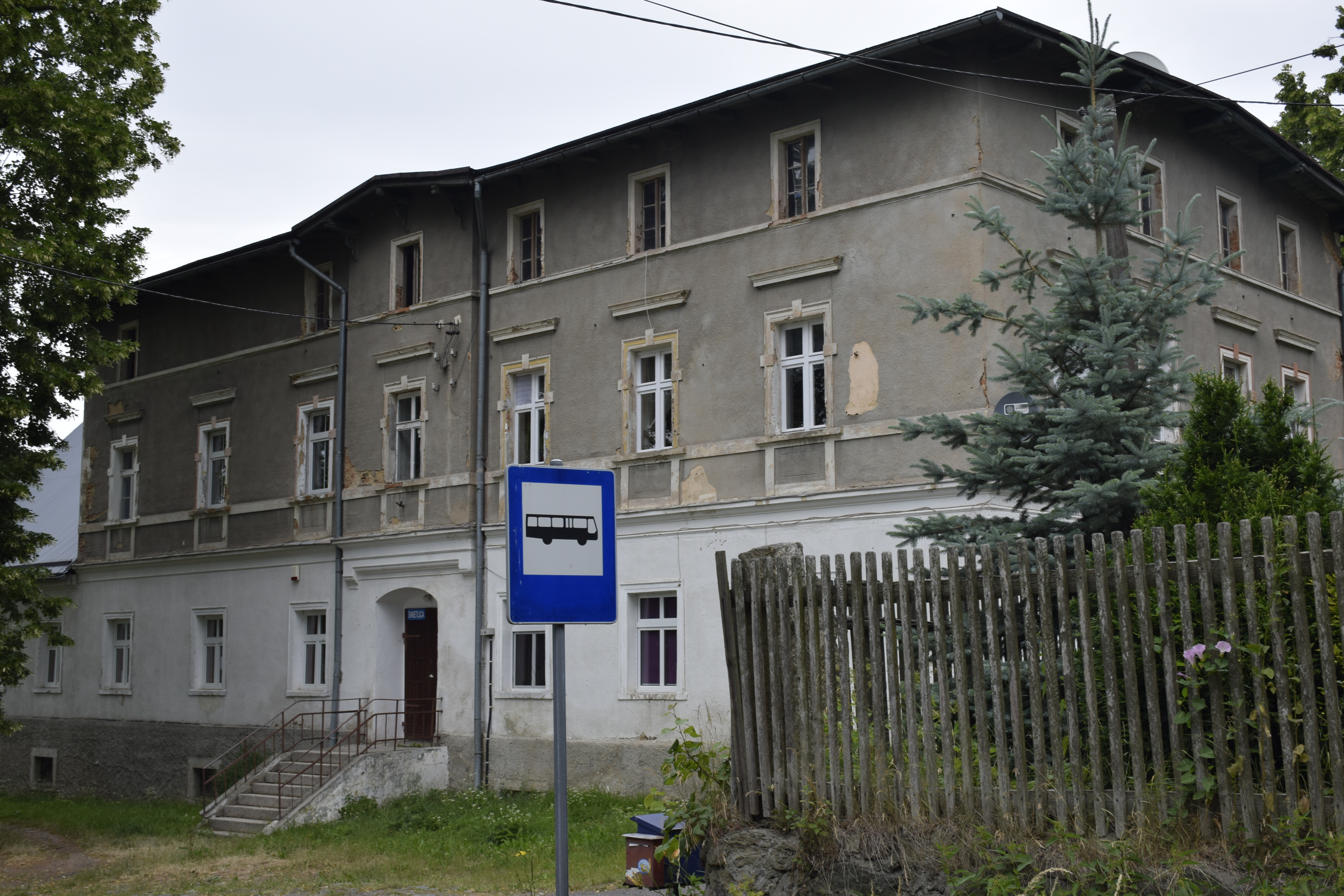
Dům u autobusové zastávky
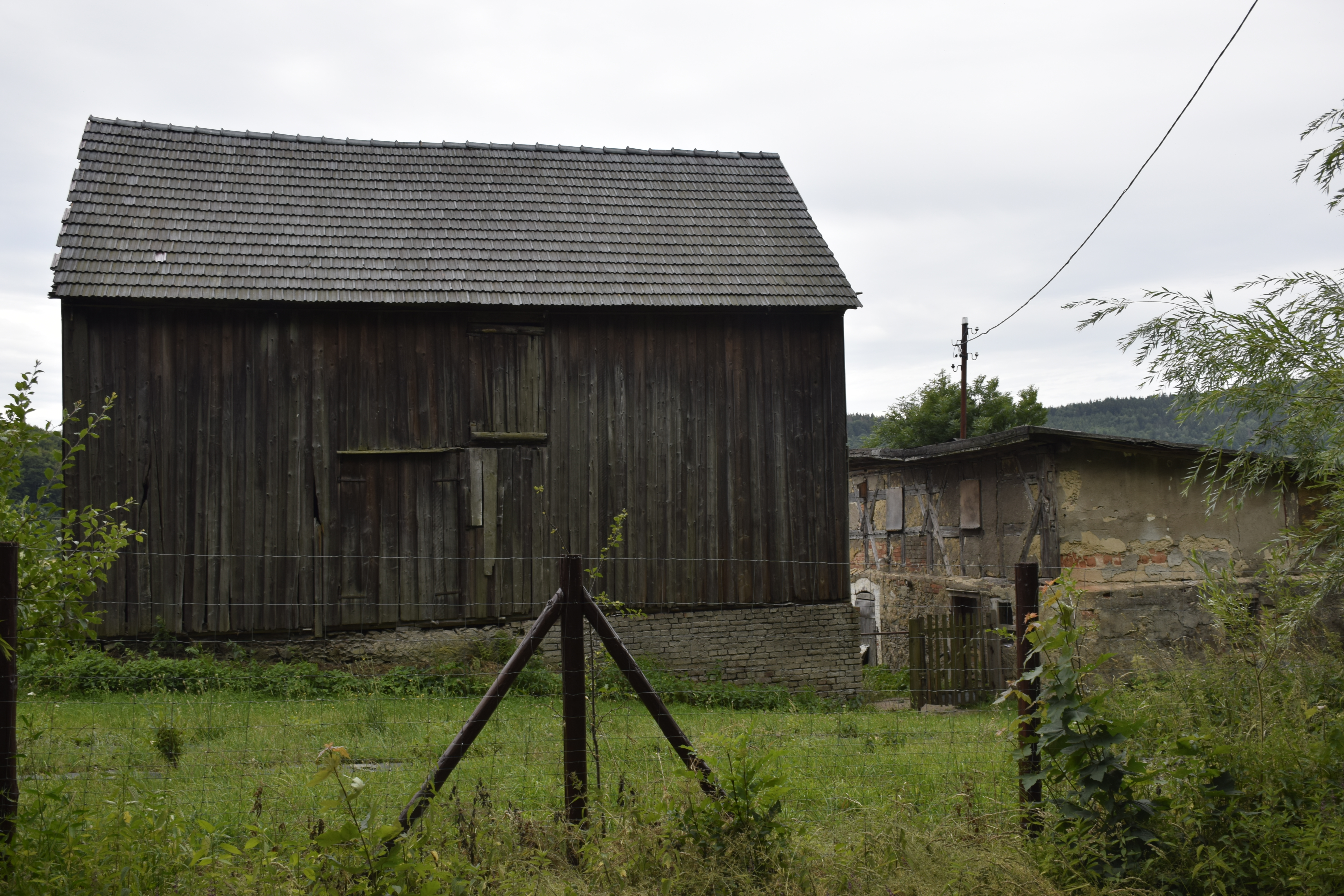
Stodola
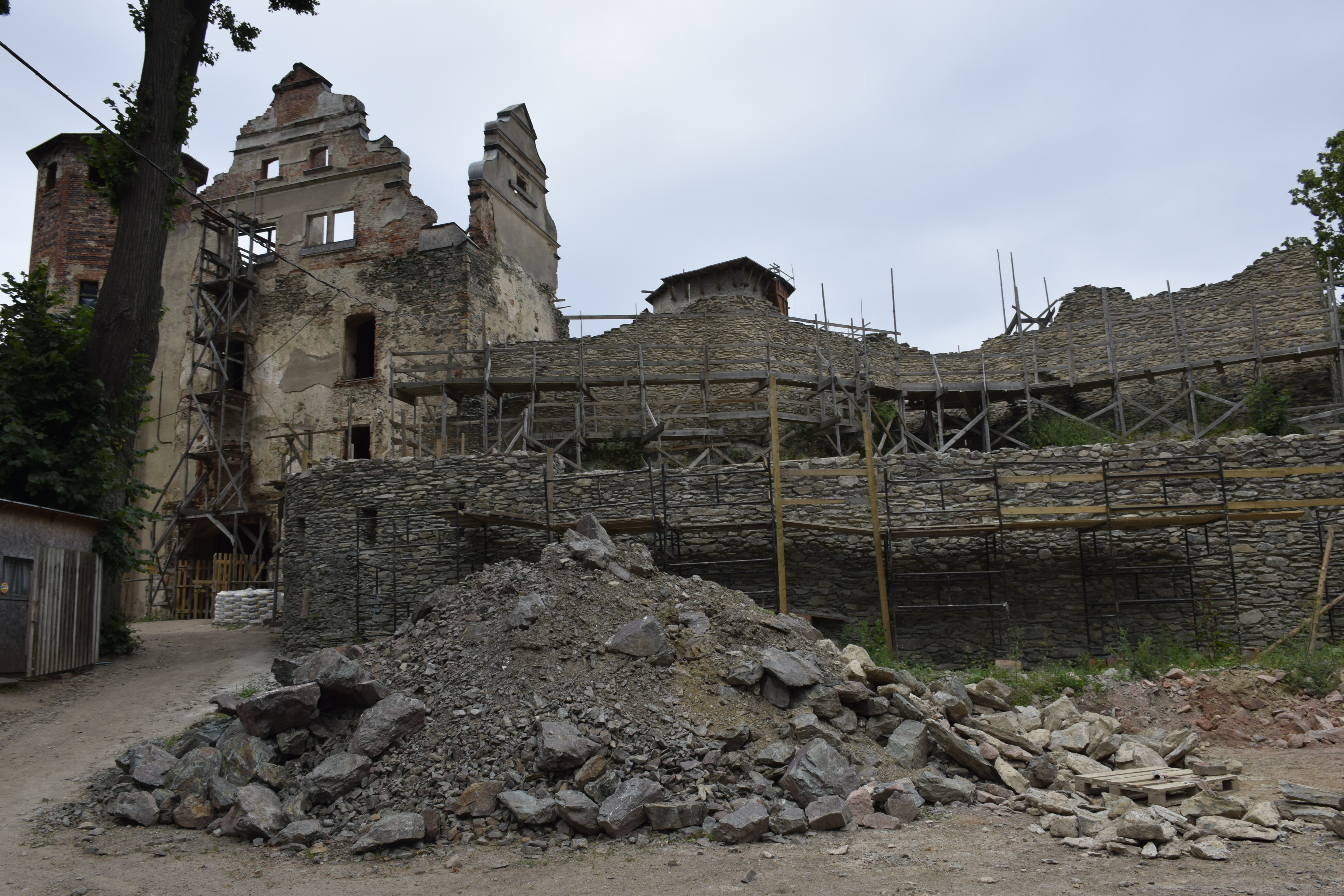
Zámek v rekonstrukci
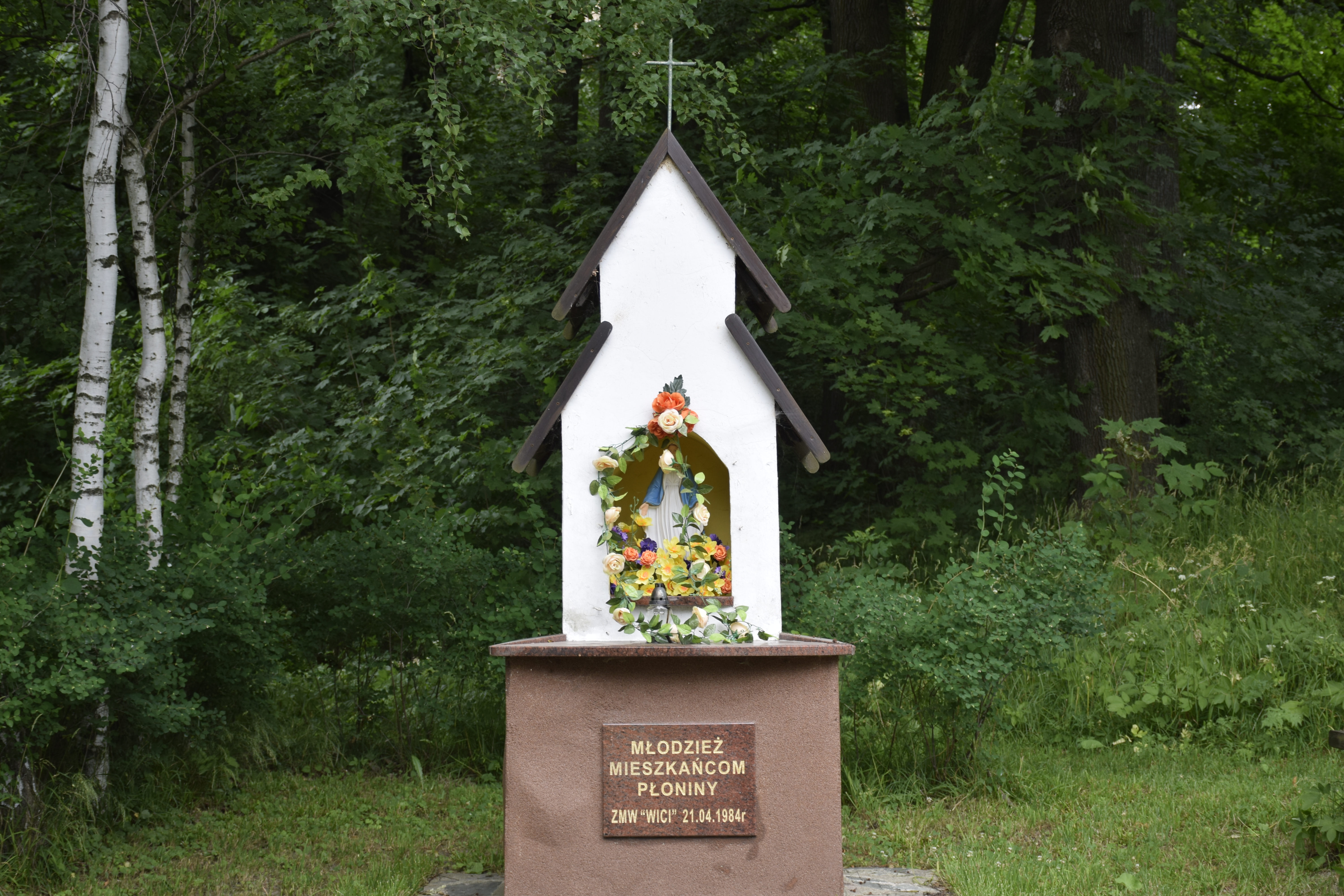
Kaplička